# Theridion cochrum
Theridion cochrum là một loài nhện trong họ Theridiidae.
Loài này thuộc chi Theridion. Theridion cochrum được Herbert Walter Levi miêu tả năm 1963.